# Roderik Bouwman
Arnoldus Leonardus Hendricus Roderik Bouwman (* 24. März 1957 in Haarlem) ist ein ehemaliger niederländischer Hockeyspieler, der 1983 Europameister wurde.

## Sportliche Karriere
Der Stürmer Roderik Bouwman bestritt von 1978 bis 1984 107 Länderspiele für die niederländische Nationalmannschaft, in denen er 82 Tore erzielte.
Bouwman nahm als Ersatzmann an der Europameisterschaft 1978 in Hannover teil und wurde in zwei Vorrundenspielen eingesetzt. Die niederländische Mannschaft erreichte das Finale, verlor aber dann in der Verlängerung gegen die deutsche Mannschaft. 1980 verpasste Roderik Bouwman eine Olympiateilnahme wegen des Olympiaboykotts.
1982 bei der Weltmeisterschaft in Bombay erreichten die Niederländer als Gruppenzweite der Vorrunde das Halbfinale und unterlagen dann Pakistan mit 2:4. Das Spiel um den dritten Platz gegen Australien endete nach Verlängerung ebenfalls 2:4. Roderik Bouwman war in allen sieben Spielen dabei und erzielte sieben Treffer, davon einen im Finale. Ende 1982 wirkte er in sechs Spielen eines Turniers in Melbourne mit, in denen er 14 Tore schoss, davon fünf beim 8:0 gegen China und vier beim 6:3 gegen Pakistan. 
1983 bei der Europameisterschaft in Amsterdam war er in vier Spielen dabei und erzielte zwei Tore, davon eins im Finale. Die Niederländer gewannen ihre Vorrundengruppe vor der Mannschaft aus der Sowjetunion. Nach einem 4:1-Halbfinalsieg gegen Deutschland nach Verlängerung trafen die Niederländer im Finale erneut auf die sowjetische Mannschaft. Am Ende der regulären Spielzeit stand es 2:2 und nach der Verlängerung 4:4. Die Niederländer siegten schließlich im Siebenmeterschießen. Bei den Olympischen Spielen 1984 in Los Angeles kam Bouwman nur noch in einem Vorrundenspiel zum Einsatz. Am Ende des Turniers belegten die Niederländer den sechsten Platz.
Roderik Bouwman spielte bei HGC Wassenaar. Er ist der Sohn des Hockeynationalspielers Henk Bouwman.